# Zethes tawan
Zethes tawan är en fjärilsart som beskrevs av Arnold Pagenstecher 1886. Zethes tawan ingår i släktet Zethes och familjen nattflyn. Inga underarter finns listade i Catalogue of Life.